# كان سبي
كان‌ سبي هي قرية في مقاطعة أرومية، إيران. عدد سكان هذه القرية هو 204 في سنة 2006.